# Сариса
Сариса (на гръцки: Σάρισσα) е копие, наподобяващо на пика (пиката се е ползвала предимно в късното Средновековие, а сарисата - в Античността). Дълга от 4 до 7 метра и използвана в Древна Гърция и Древна Македония. Оръжието е въведено в употреба от Филип II и било използвано като заместител на по-ранното дору, което било значително по-късо. Фалангата на Филип II е позната като Македонска фаланга.
Сарисата, тежаща над 5 kg, била много тежка за копие. Имала къс връх, във формата на листо, и бронзов шип в долната си част, който позволявал да се забие в земята и да спре атаките на противника. Бронзовият шип също помагал на войниците да балансират оръжието и да го управляват по-лесно. Голямата дължина била използвана срещу хоплити и други военни единици, носещи по-къси оръжия, защото те трябвало да минат между сарисите, за да атакуват фалангата. Извън гъстата и здрава формация на фалангата сарисата би била абсолютно безполезна като оръжие поради силното ограничение на дължината и теглото ѝ;.
Сарисата била съставена от две части, които се свързвали с метален пръстен и се смята, че това позволявало копието да се разглоби на две части и по този начин да се пренася по-лесно по време на поход.

## История
При атака, формацията на фалангата образувала зловеща „стена от пики“, която възпирала врага. Тази стена не само, че била дълга, здрава и трудна за преодоляване, но и се състояла от пет отделни стени. Пет редици мъже носели сариси и дори врагът да премине през първата редица му оставали още четири. Задните редици носели своите копия под ъгъл и в готовност. Това имало и допълнителна полза, защото копията, носени под ъгъл, предлагали и частична защита от стрелите на врага. Македонската фаланга се считала за неуязвима в предната си част освен, естествено, ако не е изправена срещу друга подобна фаланга. Единственият начин, по който тя може да бъде победена, е да се пробие формацията ѝ или да се атакува изненадващо отстрани.
Изобретяването на сарисата се смята за дело на Филип II, баща на Александър Велики. Филип обучил, допреди това деморализираните си войници, да използват тези големи пики с две ръце. Новата тактика била изключително успешна и в края на управлението на Филип, предишното слабо Македонско кралство, успява да завземе и контролира Гърция и Тракия.
Неговият син, Александър Велики, използва същата тактика и в Азия, завладявайки Египет, Персия и Северна Индия като не изгубил дори една битка. Фалангите, служещи си със сариса били изключително важни за успеха на Александър. В битката при Гавгамела войската на персийския шах била разбита от фалангата, която била подкрепяна и от кавалерията, и от пелтастите (военни части, въоръжени с дротик и щит, който се наричал Пелте). При по-късните си кампании Александър постепенно намалил голямата значимост на фалангата и на сарисата за да може по-успешно да използва „азиатски“ оръжия и войски, които не били обучени в елинистичните бойни тактики.
Сарисата обаче остава основата на всяка елинистическа и особено диадохическа армия. Битката при Рафия (Битка при Рафия) между Селевкидите (Селевкиди) и Птоломей IV може да бъде един пример за тактиката на сарисата, защото тогава само слонската атака успяла да пробие редиците на фалангата. В историята е имало и опити да се удължи сарисата до 7.5 метра, но изпитаната в битка предишна сариса си остава. След битка оставала неприятната работа при премахването на набучените на сарисата хора.
Вследствие липсата на опит и прекаленото разчитане само на фалангата, което Александър Велики се опитва да намали, води до победата на римляните над македонците при битката при Пидна. Загубата на македонците била очаквана, защото, разчитайки изцяло на сарисата в своята фаланга, те оставят възможност за атака отстрани, което било гибелно поради трудното управляване на сарисата. Вследствие на това сарисата била заменена от гладиуса.